# بخش هریسون (شهرستان لیکینگ، اوهایو)
بخش هریسون (به انگلیسی: Harrison Township) یک منطقهٔ مسکونی در ایالات متحده آمریکا است که در شهرستان لیکینگ، اوهایو واقع شده‌است. بخش هریسون ۷۱٫۱ کیلومتر مربع مساحت و ۷٬۵۶۱ نفر جمعیت دارد و ۳۳۷ متر بالاتر از سطح دریا واقع شده‌است.